# Nava del Rey
Nava del Rey è un comune spagnolo di 2 163 abitanti situato nella comunità autonoma di Castiglia e León.